# Campionato mondiale di football americano
Il Campionato mondiale di football americano è una competizione sportiva internazionale a cadenza quadriennale, in cui si assegna il titolo mondiale di football americano maschile.

## Elenco edizioni
| Anno          | Ospitante             |             | Finale     | Finale     | Finale     |           | Finale terzo e quarto posto | Finale terzo e quarto posto | Finale terzo e quarto posto |
| Anno          | Ospitante             | Vincente    | Risultato  | 2º posto   | 3º posto   | Risultato | 4º posto                    |                             |                             |
| 1999 Dettagli | Italia                | Giappone    | 6 - 0 OT   | Messico    | Svezia     | 38 - 13   | Italia                      |                             |                             |
| 2003 Dettagli | Germania              | Giappone    | 34 - 14    | Messico    | Germania   | 37 - 6    | Francia                     |                             |                             |
| 2007 Dettagli | Giappone              | Stati Uniti | 23 - 20 OT | Giappone   | Germania   | 7 - 0     | Svezia                      |                             |                             |
| 2011 Dettagli | Austria               | Stati Uniti | 50 - 7     | Canada     | Giappone   | 17 - 14   | Messico                     |                             |                             |
| 2015 Dettagli | Stati Uniti d'America | Stati Uniti | 59 - 12    | Giappone   | Messico    | 20 - 7    | Francia                     |                             |                             |
| 2025 Dettagli | Germania              | Segnaposto  |            | Segnaposto | Segnaposto |           | Segnaposto                  |                             |                             |

## Partecipazioni e prestazioni nelle fasi finali
Legenda
| -: non qualificata. A: edizione annullata. R: ritiratasi prima dell'inizio del torneo. S: squalificata. Q: qualificata per un torneo ancora da disputarsi. 1T: eliminata al primo turno. 2T: eliminata al secondo turno | OF: eliminata agli ottavi di finale. QF: eliminata ai quarti di finale. 4ª: quarta classificata. 3ª: terza classificata. 2ª: seconda classificata. V: campione. |

| Nazionale     | 1999 | 2003 | 2007 | 2011 | 2015 | 2025 | Partecip. | Vittorie | Secondi posti | Terzi posti |
| ------------- | ---- | ---- | ---- | ---- | ---- | ---- | --------- | -------- | ------------- | ----------- |
| Stati Uniti   | R    | -    | V    | V    | V    | Q    | 3         | 3        | -             | -           |
| Giappone      | V    | V    | 2ª   | 3ª   | 2ª   | -    | 5         | 2        | 2             | 1           |
|               |      |      |      |      |      |      |           |          |               |             |
| Messico       | 2ª   | 2ª   | -    | 4ª   | 3ª   | -    | 4         | -        | 2             | 1           |
| Canada        | R    | -    | -    | 2ª   | R    | -    | 1         | -        | 1             | -           |
| Germania      | -    | 3ª   | 3ª   | 5ª   | R    | Q    | 3         | -        | -             | 2           |
| Svezia        | 3ª   | -    | 4ª   | -    | S    | Q    | 2         | -        | -             | 1           |
|               |      |      |      |      |      |      |           |          |               |             |
| Francia       | -    | 4ª   | 6ª   | 4ª   | 4ª   | -    | 4         | -        | -             | -           |
| Australia     | 5ª   | -    | -    | 8ª   | 5ª   | Q    | 3         | -        | -             | -           |
| Corea del Sud | -    | -    | 5ª   | -    | 6ª   | -    | 2         | -        | -             | -           |
| Brasile       | -    | -    | -    | -    | 7ª   | -    | 1         | -        | -             | -           |
| Italia        | 4ª   | -    | -    | -    | -    | Q    | 1         | -        | -             | -           |
| Finlandia     | 6ª   | -    | -    | -    | -    | -    | 1         | -        | -             | -           |
| Austria       | -    | -    | -    | 7ª   | R    | -    | 1         | -        | -             | -           |
|               |      |      |      |      |      |      |           |          |               |             |
| Marocco       | -    | -    | -    | -    | R    | -    | 0         | -        | -             | -           |